# Arktische Weide
Die Arktische Weide oder Arktis-Weide (Salix arctica) ist eine Pflanzenart aus der Gattung der Weiden (Salix) innerhalb der Familie der Weidengewächse (Salicaceae). Mit dem Arktischen Mohn (Papaver radicatum) ist diese Art die am weitesten im Norden lebende bedecktsamige Pflanze; beide überleben noch auf 80° nördlicher Breite.

## Beschreibung

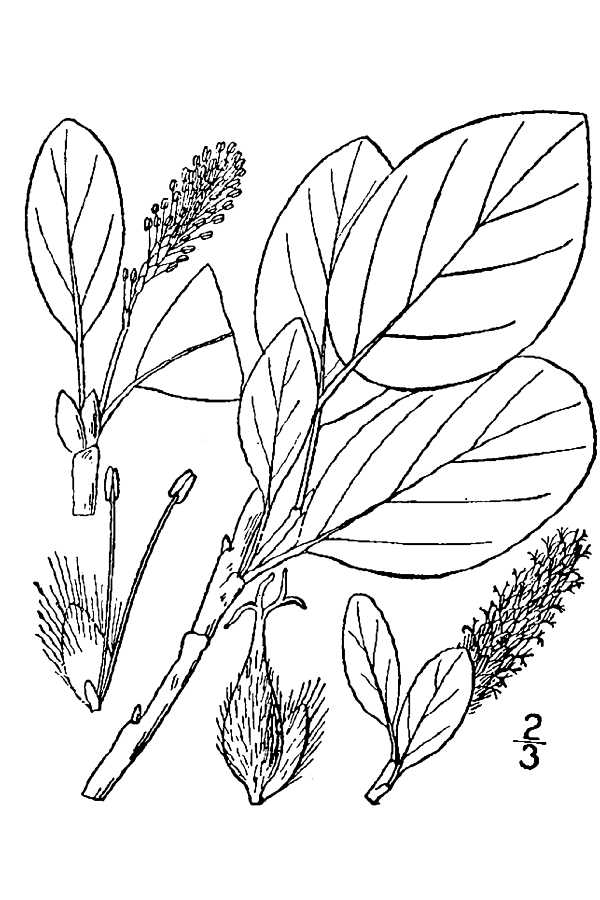
Illustration

### Erscheinungsbild, Rinde und Blatt
Die Arktische Weide wächst als kleiner, kriechender Strauch (Spalierstrauch), der typischerweise nur Wuchshöhen von 1 bis 15 cm, selten 25 cm, erreicht. Meist wächst er einzeln, manchmal bildet er Kolonien durch Ausläufer. Die Hauptäste sind liegend bis niederliegend oder aufrecht. Die gelbbraune, gelbliche, gräulich-braune, rot-braune oder bräunliche Rinde der Äste ist nicht bereift und kahl. Die gelb-braune, rot-braune oder violette Rinde der Zweige ist dünn bis dick bereift, kahl oder spärlich bis sehr dicht, weich bis zottig mit ausgebreiteten Haaren (Trichome) bedeckt.
Die wechselständig an den Zweigen angeordneten Laubblätter sind in Blattstiel und Blattspreite gegliedert. Der 2 bis 35 mm lange Blattstiel besitzt keine Drüsen und ist auf einer Seite flaumig behaart sowie im Querschnitt tief konkav, aber die Ränder überdecken die kahle Furche nicht. Die krautigen bis ledrigen, flachen bis zurückgebogenen Blattspreiten sind mit einer Länge von 1 bis 8,5 cm und einer Breite von 5,5 bis 60 mm, bei einem Länge/Breite-Verhältnis von 1 bis 3,6 elliptisch (schmal-elliptisch bis fast kreisförmig), kreisförmig, verkehrt-lanzettlich oder verkehrt-eiförmig (bis breit verkehrt-eiförmig). Die Spreitenbasis läuft spitz aus oder ist stumpf. Der glatte oder mit ein bis drei Zähnen pro Zentimeter besetzte Blattrand besitzt auf ganzer Länge oder nur in der Nähe der Spreitenbasis Drüsenhaare. Die Blattoberseite und ist glänzend oder matt und meist kahl oder spärlich behaart. Stomata befinden sich entweder nur auf der Blattunterseite oder auch entlang der Blattadern oder an der Spitze der Blattoberseite. Die Blattunterseite ist kahl oder spärlich, abstehend oder angedrückt mit langen, seidigen, meist geraden oder selten gewellten Haaren bedeckt. An jungen Pflanzenexemplaren sind die Laubblätter gelblich-grün, kahl oder auf der Unterseite mit weißen, langen, geraden zur Spitze hin gerichteten Haaren (Trichomen) spärlich bedeckt. Es können laubblatt- oder schuppenartige Nebenblätter mit spitzem oberen Ende vorhanden sein, die bald abfallen.

### Blütenstände, Blüten und Früchte
Die Arktische Weide ist zweihäusig getrenntgeschlechtig (diözisch). Vor dem Laubaustrieb beim Öffnen der Blattknospen erscheinen kurz unterhalb der Spitzen des vorjährigen Zuwachses ein bis einige kätzchenförmigen Blütenstände mit jeweils nur wenigen Blüten. Die männlichen Kätzchen sind bei einer Länge von 11 bis 50 mm und einer Breite von 5 bis 18 mm schlank oder gedrungen bis fast kugelförmig und enthalten dicht gedrängt die Blüten; sie stehen an 2 bis 20 mm langen Blütentrieben auf 2 bis 13 mm langen Blütenstandsschäften. Die weiblichen Kätzchen sind bei einer Länge von 11 bis 120 mm und einer Breite von 8 bis 18 mm schlank bis gedrungen oder kugelförmig und enthalten mehr oder weniger dicht gedrängt die Blüten; sie stehen an 2 bis 80 mm langen Blütentrieben auf 4 bis 30 mm langen Blütenstandsschäften. Die braunen bis schwarzen oder selten hellbraunen Tragblätter besitzen eine Länge von 1,6 bis 3,7 mm und sind in der Mitte oder an der Basis am breitesten; sie sind auf der ganzen Fläche spärlich mit geraden Haaren bedeckt und besitzen einen glatten oder mehr oder weniger stark gewellten Rand. Die männlichen Blüten besitzen meist oben und unten jeweils eine Nektardrüse. Die zwei Staubblätter besitzen einen kahlen Staubfaden. Die anfangs purpurfarbenen, selten später gelben Staubbeutel sind bei einer Länge von 0,4 bis 0,9 mm ellipsoid. Die weiblichen Blüten sind ungelappt. Der mehr oder weniger stark behaarte, abgeflachte Fruchtknoten enthält 10 bis 18 Samenanlagen. Der 0,6 bis 2,2 mm lange Griffel endet einer schmal-zylindrischen, manchmal gedrungenen Narbe mit 0,36 bis 0,88 mm langen Lappen.
Die meist behaarten oder manchmal kahlen Kapselfrüchte sind 4 bis 9 mm lang.

### Chromosomenzahl
Die Chromosomenzahlen betragen 2n = 76 oder 114. An Ploidiegraden sind Tetraploidie & Hexaploidie nachgewiesen.

## Vorkommen
Das natürliche Verbreitungsgebiet der Arktischen Weide erstreckt sich zirkumpolar über die Tundren Europas, Nordamerikas und Asiens. Man findet sie aber auch in den gebirgigen Gegenden der gemäßigten Zone.
Sie ist hervorragend an die raue arktische und subarktische Umgebung angepasst. Das Verbreitungsgebiet keiner anderen Holzpflanze reicht so weit nach Norden. Man findet sie noch im nördlichsten Teil der Nordküste Grönlands.
Salix arctica bevorzugt trockene, kalte, offene schlammige Torfmoossümpfe und die Ränder schlammiger Lachen im Grobsand-Boden.

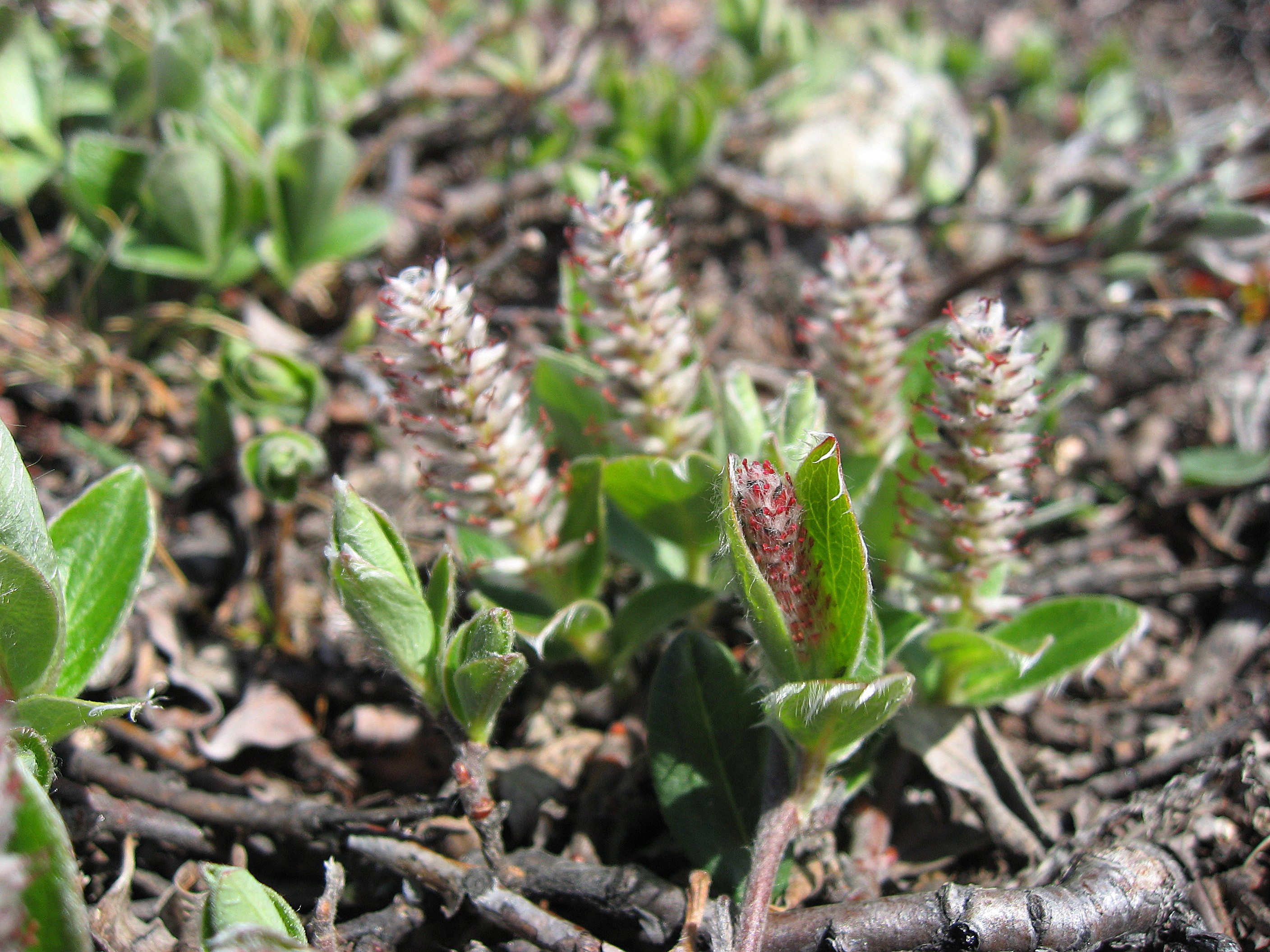
Arktische Weide (Salix arctica)

## Systematik
Die Erstveröffentlichung von Salix arctica erfolgte 1788 durch Peter Simon von Pallas in Flora Rossica, 1 (2), S. 86. Ein Homonym ist Salix arctica R.Br. ex Richardson veröffentlicht in Narrative of a Journey to the Shores of the Polar Sea, 1823, S. 752–753. Synonyme von Salix arctica Pall. sind: Salix anglorum auct. non Cham., Salix anglorum var. antiplasta Schneid., Salix anglorum var. araioclada Schneid., Salix anglorum var. kophophylla Schneid., Salix arctica subsp. crassijulis (Trautv.) Skvort., Salix arctica subsp. tortulosa (Trautv.) Hultén, Salix arctica var. antiplasta (Schneid.) Fern., Salix arctica var. araioclada (Schneid.) Raup, Salix arctica var. brownei Anderss., Salix arctica var. kophophylla (Schneid.) Polunin, Salix arctica var. pallasii (Anderss.) Kurtz, Salix arctica var. tortulosa (Trautv.) Raup, Salix brownei (Anderss.) Bebb, Salix crassijulis Trautv., Salix hudsonensis Schneid., Salix pallasii Anderss., Salix pallasii var. crassijulis (Trautv.) Anderss., Salix tortulosa Trautv. Salix arctica gehört zur Sektion Diplodictyae C.K. Schneider in der Gattung Salix. 

## Nutzung
Die zarten jungen Sprosse von Salix arctica können zu Beginn des Frühlings gesammelt und, von der Rinde befreit, roh gegessen werden. Junge Weidenblätter sind eine ausgezeichnete Quelle für Vitamin C. Sie enthalten etwa sieben- bis zehnmal so viel Vitamin C wie Orangen. Wie die meisten Weiden enthält sie auch Aspirin-ähnliche Verbindungen. Ein Tee aus der Rinde wirkt ähnlich wie Aspirin. Gekaute Rinde kann bei kleineren Verbrennungen und Insektenbissen verwendet werden. Kauen der Rinde reinigt die Zähne und beugt Karies vor.